# Chilobrachys nitelinus
Chilobrachys nitelinus là một loài nhện trong họ Theraphosidae.
Loài này thuộc chi Chilobrachys. Chilobrachys nitelinus được Ferdinand Karsch miêu tả năm 1891.